# Raymond Tshimen Bwanga
Raymond Tshimen Bwanga   (Lubumbashi, 4 de gener de 1949) és un exfutbolista de la República Democràtica del Congo de la dècada de 1970. Fou conegut com el Beckenbauer Negre per la premsa africana i francesa.
Fou internacional amb la selecció de futbol de la República Democràtica del Congo amb la qual participà a la Copa del Món de futbol de 1974. Pel que fa a clubs, destacà a TP Mazembe.